# Megaspilidae
Megaspilidae (лат.) — семейство наездников из подотряда стебельчатобрюхих отряда перепончатокрылых.

## Описание
Крупные церафроноидные наездники. Усики 11-члениковые у обоих полов. Обычны короткокрылые и бескрылые формы. Паразиты сетчатокрылых и пупариев мух, вторичные паразиты тлей, мирмекофилы.

## Генетика
Гаплоидный набор хромосом n = 9.

## Распространение
Всесветное. В Европе 140 видов.

## Классификация
Мировая фауна включает 14 родов и более 300 видов, в Палеарктике — 11 родов и около 150 видов. Фауна России включает 6 родов и 38 видов наездников этого семейства.
- Подсемейство Lagynodinae Masner & Dessart, 1967
  - Aetholagynodes
  - Archisynarsis
  - Holophleps
  - Lagynodes
  - Typhlolagynodes
  - † Prolagynodes
- Подсемейство Megaspilinae Ashmead, 1893
  - Conostigmus
  - Creator
  - Dendrocerus
  - Megaspilus
  - Platyceraphron
  - Trassedia
  - Trichosteresis